# Rouge et Or de l'Université Laval
Pour les articles homonymes, voir Rouge et Or (homonymie).
 (décembre 2020).

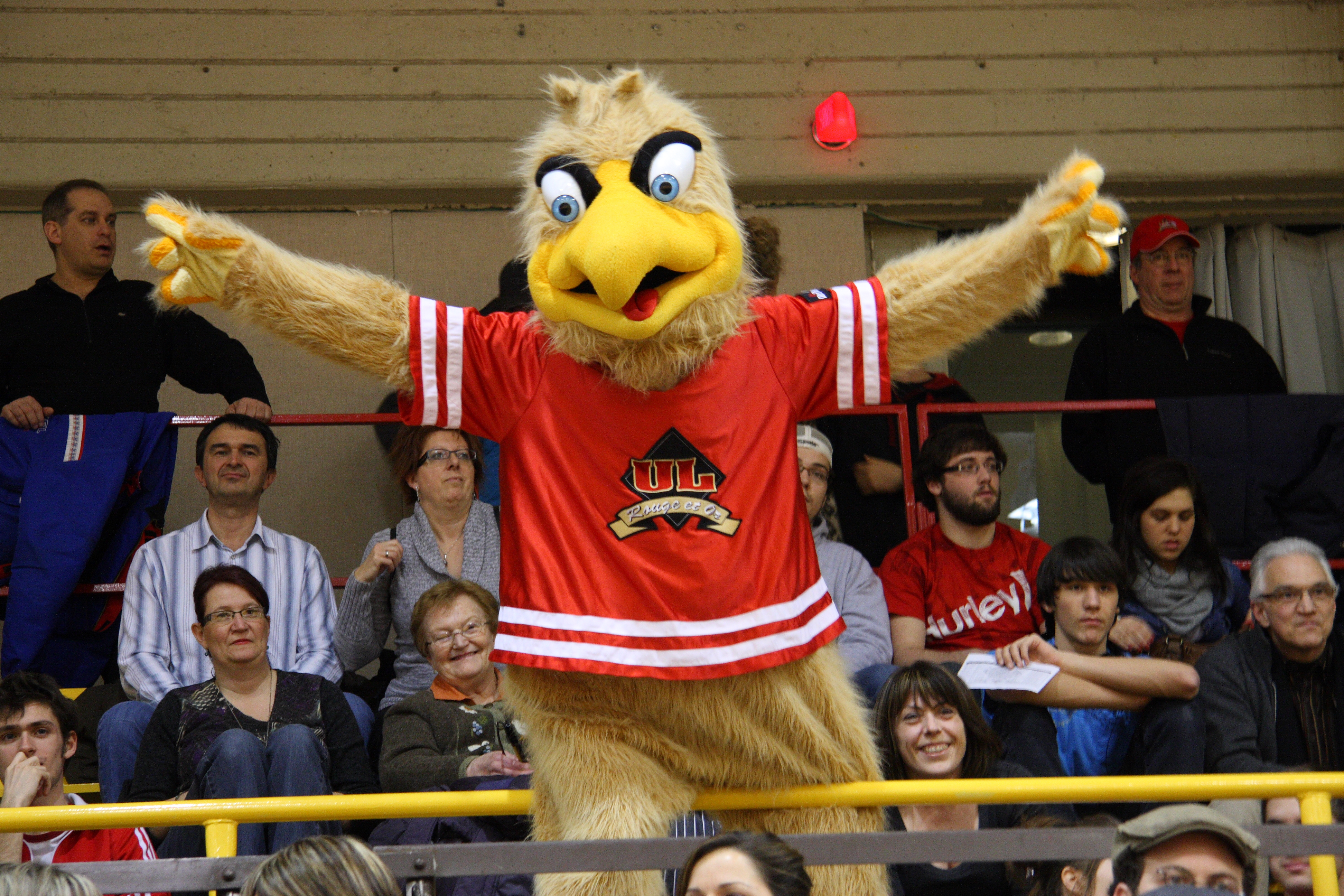
La mascotte du Rouge et Or, Victor, en pleine action lors d'un match de Volleyball

Le Rouge et Or est le nom porté par toutes les équipes sportives d'élite de l'Université Laval (Québec, Canada). Les matchs disputés et les compétitions ont lieu principalement au Pavillon de l'éducation physique et des sports (PEPS) de l'Université Laval.
Les étudiants-athlètes du Rouge et Or défendent les couleurs de l’institution dans les compétitions du Réseau du sport étudiant du Québec (RSEQ), du U Sports, anciennement, (Sport interuniversitaire canadien (SIC)) et parfois internationales dont aux Universiades, communément appelées les Jeux mondiaux universitaires.

## Histoire

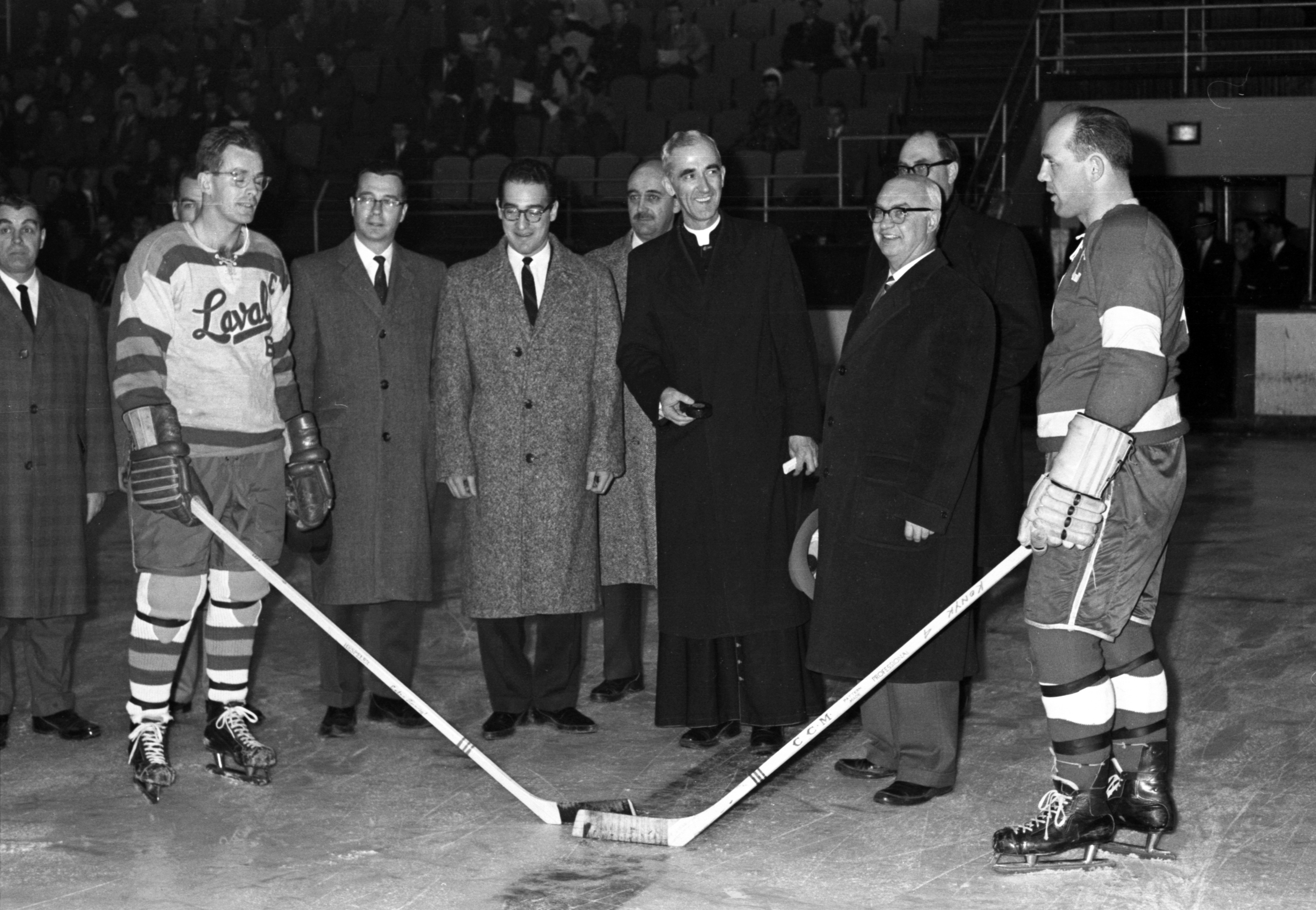
Club de hockey de l’Université Laval en novembre 1961.

Le Rouge et Or fut fondé en 1951 avec quatre disciplines sportives (hockey, ski, basketball et natation). On peut résumer les 60 années de l'existence du club en visionnant deux vidéos. En 2024, le Rouge et Or compte 14 disciplines: À l'automne 2026, ça sera le retour du hockey féminin à l'Université Laval. L'annonce a été faite le 22 mai 2025.
- Athlétisme (féminin et masculin)
- Badminton (féminin et masculin)
- Basketball (féminin et masculin)
- Cheerleading (féminin et masculin)
- Cross-country (féminin et masculin)
- Football (masculin)
- Golf (féminin et masculin)
- Natation (féminin et masculin)
- Rugby (féminin)
- Ski alpin (féminin et masculin)
- Ski de fond (féminin et masculin)
- Soccer (féminin et masculin)
- Tennis (féminin et masculin)
- Volleyball (féminin et masculin)

Le Rouge et Or est à ce jour un des meilleurs programmes de sports universitaires au Canada. En date de 2024, à  son tableau d'honneur, on note plusieurs conquêtes de championnats dont 51 championnats canadiens et 315 championnats régionaux:

### Titres remportés

#### Championnats nationaux canadiens
| Sports                 | Championnats | Années                                                                           |
| ---------------------- | ------------ | -------------------------------------------------------------------------------- |
| Badminton              | 3            | 2007 – 2008 – 2017                                                               |
| Baseball               | 4            | 1995 – 2000 – 2001 – 2002                                                        |
| Basketball masculin    | 1            | 2024                                                                             |
| Cheerleading           | 1            | 2013                                                                             |
| Cross-country féminin  | 3            | 2018 - 2021 - 2022                                                               |
| Cross-country masculin | 2            | 2016 - 2021                                                                      |
| Football               | 12           | 1999 – 2003 – 2004 – 2006 – 2008 – 2010 – 2012 – 2013 - 2016 - 2018 - 2022- 2024 |
| Golf masculin          | 3            | 2010 – 2012 - 2017                                                               |
| Hockey masculin        | 1            | 1954                                                                             |
| Plongeon masculin      | 2            | 1986 - 1987                                                                      |
| Rugby féminin          | 3            | 2019 - 2022 - 2023                                                               |
| Ski alpin              | 3            | 1951 - 1967 - 2024 (féminin)                                                     |
| Ski de fond féminin    | 1            | 2011                                                                             |
| Ski de fond masculin   | 5            | 2014 - 2017 - 2018 - 2019 - 2022                                                 |
| Soccer féminin         | 2            | 2014 - 2016                                                                      |
| Soccer masculin        | 1            | 2009                                                                             |
| Tennis féminin         | 1            | 2025                                                                             |
| Volleyball féminin     | 1            | 2006                                                                             |
| Volleyball masculin    | 4            | 1990 – 1992 – 1994 - 2013                                                        |

#### Meilleurs résultats aux Championnats canadiens
| Sports                 | Meilleurs Résultats    | Années                                                                     |
| ---------------------- | ---------------------- | -------------------------------------------------------------------------- |
| Athlétisme féminin     | 3e                     | 2020                                                                       |
| Athlétisme masculin    | 3e                     | 2017 - 2018 - 2023                                                         |
| Badminton              | Champion               | 2007 – 2008 – 2017                                                         |
| Baseball               | Champion               | 1995 – 2000 – 2001 – 2002                                                  |
| Basketball féminin     | 2e                     | 2002 – 2017 - 2019 - 2023                                                  |
| Basketball masculin    | Champion               | 2024                                                                       |
| Cheerleading           | Champion               | 2013                                                                       |
| Cross-country féminin  | Championne             | 2018 - 2021 - 2022                                                         |
| Cross-country masculin | Champion               | 2016 - 2021                                                                |
| Football               | Champion               | 1999 – 2003 – 2004 – 2006 – 2008 – 2010 – 2012 – 2013 - 2016 - 2018 - 2022 |
| Golf féminin           | 2e                     | 2019                                                                       |
| Golf masculin          | Champion               | 2010 – 2012 - 2017                                                         |
| Hockey masculin        | Champion               | 1954                                                                       |
| Natation féminine      | 3e                     | 2002 – 2003 – 2004 - 2007                                                  |
| Natation masculine     | 2e                     | 1979 - 1993                                                                |
| Plongeon               | Champion               | 1986 - 1987                                                                |
| Rugby féminin          | Championne             | 2019 - 2022 - 2023                                                         |
| Ski alpin              | Champion et championne | 1951 - 1967 - 2024 (féminin)                                               |
| Ski de fond féminin    | Championne             | 2011                                                                       |
| Ski de fond masculin   | Champion               | 2014 - 2017 - 2018 - 2019 - 2022                                           |
| Soccer féminin         | Championne             | 2014 - 2016                                                                |
| Soccer masculin        | Champion               | 2009                                                                       |
| Tennis féminin         | Championne             | 2025                                                                       |
| Tennis masculin        | 2e                     | 2024                                                                       |
| Volleyball féminin     | Championne             | 2006                                                                       |
| Volleyball masculin    | Champion               | 1990 – 1992 – 1994 - 2013                                                  |

#### Championnats provinciaux
| Sports                     | Championnats | Années |
| -------------------------- | ------------ | --- |
| Athlétisme féminin         | 9            | 1972 – 1994 - 2014 - 2018 - 2019 - 2020 - 2022 - 2023 - 2024 |
| Athlétisme masculin        | 18           | 1972 – 1982 – 1988 – 1989 – 1990 – 1991 – 2011 – 2012 – 2014 – 2015 2016 - 2017 - 2018 - 2019 - 2020 - 2022 - 2023 - 2024 |
| Badminton par équipe mixte | 18           | 1989 – 1990 – 1991 – 1992 – 1993 – 1994 – 1995 – 1996 – 1998 – 1999 2001 – 2006 - 2007 – 2008 – 2016 - 2017 - 2018 - 2019 |
| Badminton féminin          | 5            | 2008 – 2014 – 2015 - 2016 - 2018 |
| Badminton masculin         | 6            | 2009 – 2011 – 2012 – 2016 - 2017 - 2018 |
| Basketball féminin         | 19           | 1976 – 1987 – 1989 – 1992 – 2000 – 2001 – 2002 – 2003 – 2005 – 2006 2007 – 2008 – 2009 – 2010 - 2011 - 2019 - 2020 - 2022 - 2023 |
| Basketball masculin        | 5            | 2001 – 2002 – 2003 – 2004 - 2008 |
| Cheerleading               | 1            | 2013 |
| Cross-country féminin      | 11           | 1987 – 2008 – 2009 – 2014 – 2015 - 2017 - 2018 - 2021 - 2022 - 2023 - 2024 |
| Cross-country masculin     | 17           | 1983 – 1988 – 1989 – 2003 – 2004 - 2011 – 2012 – 2013 – 2014 – 2015 2016 - 2017 - 2018 - 2019 - 2021 - 2022 - 2023 |
| Football                   | 15           | 1999 – 2003 – 2004 – 2005 – 2006 – 2007 – 2008 – 2009 – 2010 - 2011 2012 – 2013 – 2016 - 2017 - 2018 - 2022 |
| Golf masculin              | 22           | 1999 – 2000 – 2002 – 2003 – 2004 – 2005 – 2006 – 2007 – 2008 – 2009 2010 – 2011 – 2012 – 2013 – 2014 – 2015 – 2016 - 2017 - 2018 - 2019 - 2022 - 2024                                                                                 |
| Golf féminin               | 14           | 2001 – 2004 – 2005 – 2006 – 2007 – 2008 – 2011 – 2016 - 2017 - 2018 - 2019 - 2022 - 2023 - 2024 |
| Natation féminine          | 11           | 1971 – 1986 – 1988 – 1996 – 2002 – 2003 – 2005 – 2006 – 2007 – 2008 2009 |
| Natation masculine         | 23           | 1982 – 1986 – 1987 – 1988 – 1989 – 1990 – 1991 – 1992 – 1993 – 1994 1995 – 1996 – 1997 – 1998 – 2000 – 2006 – 2008 – 2009 – 2010 – 2011 2012 – 2013 - 2016                                                                            |
| Natation combine F / M     | 16           | 1990 – 1991 – 1992 – 1993 – 1994 – 1995 – 1996 – 1997 – 2002 – 2006 2007 – 2008 – 2009 – 2010 – 2010 - 2012 |
| Rugby                      | 6            | 2006 – 2008 - 2011 - 2021 - 2022 - 2024 |
| Ski alpin combine F / M    | 6            | 1982 – 1992 – 1993 – 1994 - 2009 - 2023 |
| Ski alpin féminin          | 6            | 1973 – 1974 – 1987 – 1994 - 2013 - 2023 |
| Ski alpin masculin         | 12           | 1976 – 1977 – 1981 – 1982 – 1983 – 1984 – 2009 - 2010 – 2016 - 2017 - 2019 - 2020 |
| Soccer féminin             | 10           | 1996 – 1997 – 2002 – 2007 – 2014 – 2015 - 2014 – 2016 - 2017 - 2021 - 2024 |
| Soccer masculin            | 4            | 2007 – 2009 – 2010 - 2013 |
| Soccer féminin intérieur   | 10           | 1999 – 2001 – 2002 – 2013 – 2014 – 2015 – 2016 - 2017 - 2018 - 2019 |
| Soccer masculin intérieur  | 8            | 2002 – 2004 – 2010 – 2013 - 2015 - 2018 - 2019 - 2024 |
| Tennis                     | 1            | 1972 |
| Tennis féminin             | 2            | 2024 - 2025 |
| Tennis masculin            | 1            | 2024 |
| Volleyball féminin         | 25           | 1973 – 1975 – 1979 – 1980 – 1981 – 1982 – 1983 – 1985 – 1987 – 1989 1990 – 1992 – 1995 – 1996 – 1997 – 1998 – 1999 – 2000 – 2001 – 2003 2004 – 2006 – 2007 – 2011 - 2014                                                              |
| Volleyball masculin        | 34           | 1982 – 1983 – 1984 – 1985 – 1986 – 1987 – 1988 – 1989 - 1990 – 1991 1992 – 1994 – 1995 – 1996 – 1998 – 1999 – 2000 – 2001 – 2002 – 2003 2004 – 2006 – 2007 – 2008 – 2009 – 2010 – 2011 – 2012 – 2013 – 2014 2015 – 2016 - 2017 - 2019 |

### Jeux olympiques, paralympiques et Universiades
Athlètes ayant fait partie du programme Rouge et Or et qui ont remporté une médaille aux Jeux olympiques et paralympiques
- Jeux olympiques d'été de 1984 - Sylvie Bernier - Plongeon - Médaille d'or
- Jeux olympiques d'été de 2016 - Karen Paquin - Rugby à sept - Médaille de Bronze
- Jeux olympiques d'hiver de 2022 - Laurent Dubreuil  - Patinage de vitesse longue piste - 1000m Masculin - Médaille d'argent
- Jeux paralympiques d'été de 2024 - Aurélie Rivard - Natation - Médailles d'or, de bronze et d'argent.

Étudiants-athlètes ayant fait partie du programme Rouge et Or et qui ont remporté une médaille aux Universiades depuis 2001
- Universiade d'hiver de 2019 - Audrey McManiman - Planche à neige - Médaille de bronze de cross
- Universiade d'hiver de 2015 - Ève Routhier - Ski Alpin - Médaille de bronze du Slalom
- Universiade d'été de 2013 - Kathllen Keller - Ruby à 7 - Médaille de bronze
- Universiade d'été de 2009 - Marie-Pier Ratelle - Natation - Médaille de bronze au relais 4 x 100 m libre
- Universiade d'été de 2007 - Jean-Philippe Morin - Basketball - Médaille de bronze
- Universiade d'été de 2007 - Olivier Faucher - Volleyball - Médaille de bronze
- Universiade d'été de 2005 - Chanelle Charron-Watson - Natation - Médaille de bronze du 400m libre

### Étudiants-athlètes de l'année

#### Rouge et Or
Le processus de nomination de l’athlète de l’année Rouge et Or a subi quelques changements au fil des ans[réf. souhaitée]. De 1951 à 1971, un seul athlète de l’année est élu au terme de la saison de compétition, exception faite de 1952 (2) et 1955 (4)[pourquoi ?]. De 1972 à 1997, le Service des activités sportives avait modifié la façon de faire et il honore conjointement deux athlètes de l’année, une femme et un homme. De 1998 à 2000, on[Qui ?] a nommé des athlètes féminins et masculins, en faisant toutefois la distinction entre les sports individuels et collectifs. Quatre athlètes étaient donc les gagnants de la soirée. De 2001 à 2016, un seul athlète de l’année était choisi parmi les quatre étudiants-athlètes par excellence en sports individuels et collectifs. Depuis 2017, le Gala Rouge et Or est de retour à la formule d’un athlète féminin et masculin par excellence, choisi parmi les gagnants des catégories sports individuels et collectifs.
2025
- Philippe Morneau-Cartier - cross-country
- Marie-Frédérique Poulin - athlétisme

2024
- Audrey Leduc - Athlétisme
- Ismaël Diouf - Basketball

2023
- Jessy Lacourse - Athlétisme
- Arnaud Desjardins - Football

2022
- Jessy Lacourse - Athlétisme
- Jean-Simon Desgagnés - Athlétisme

#### U Sports
U Sports représente le sport dans les universités canadiennes.
Prix Lois and Doug Mitchell
- 2023-2024 : Audrey Leduc - Athlétisme

Prix sportif Lieutenant-Gouverneur
- 2018-2019 : Mathieu Betts - Football

Prix BLG
- 2016-2017 : Arielle Roy-Petitclerc - Soccer
- 2005-2006 : Marylène Laplante - Volleyball

## Sports

### Athlétisme
Sous différentes appellations depuis sa fondation en 1971, l'équipe d'athlétisme du Rouge et Or a remporté son lot de bannières provinciales en athlétisme, deux chez les femmes et six autres chez les hommes. Plusieurs grands noms de l’athlétisme canadien ont porté les couleurs du Rouge et Or au fil des années. L’olympienne Odette Lapierre (en discipline du marathon) est sans doute la plus connue ayant participé aux Jeux olympiques à deux reprises en 1988 à Séoul et en 1992 à Barcelone. Simone Lemieux (saut en longueur et triple saut), Louis Brault (javelot), et plus récemment David Gill  (demi-fond),  Tommy Lecours (demi-fond), Geneviève Thibault (sprint), Charles Philibert-Thiboutot (demi-fond et fond) ont fait rayonner les couleurs du Rouge et Or sur les scènes internationales, tout comme Dean Bergeron et France Gagné  au niveau paralympique.

#### Audrey Leduc
article détaillié: Audrey Leduc
Audrey Leduc a été nommée athlète par excellence dans les épreuves de pistes USports pour 2023-24. Audrey Leduc a fait tomber le record québécois du 100m, de 36 ans, le 30 mars 2024 avec un résultat de 11s et 8/100. Le précédent record établi en 1988 par Julie Rocheleau était de 11,13s. Le 20 avril 2024, Audrey Leduc réussit à battre le record canadien à LSU en Louisiane en courant le 100 mètres en 10, 96 s. Le 31 mai, Audrey Leduc réussit à battre le record canadien du 200 mètres, à Atlanta, en abaissant de 0.14 de seconde, le record canadien. Auparavant de 22.50 s datant de 2017 et ayant appartenu à Crystal Emmanuel, le nouveau record est de 22.36 s. Le 02 août 2024, aux Jeux olympiques d'été de 2024 de Paris, elle participe aux qualifications pour la demi-finale du 100 m. Elle réussit a se qualifier avec une amélioration de son record canadien avec une marque de 10, 95 s.
| Distance             | Femmes | Hommes |
| -------------------- | --- | --- |
| 60 mètres            | Audrey Leduc - 7 s 21 - 2024 - Record du Québec                                                                          | Julien Bourgault - 6 s 74 - 2024                                                                                    |
| 300 mètres           | Frédérique Chiasson - 38 s 95 - 2023                                                                                     | El-Hadj N'Doye - 34 s 32 - 2019                                                                                     |
| 600 mètres           | Emma Dagenais - 1 min 28 s 11 - 2023 - Record du Québec                                                                  | Sebastien Saville - 1 min 18 s 69 - 2020                                                                            |
| 1'000 mètres         | Jessy Lacourse - 2 min 41 s 93 - 2023                                                                                    | Charles Philibert-Thiboutot - 2 min 21 s 01 - 2015 - Record RSEQ                                                    |
| 1'500 mètres         | Jessie Lacourse - 4 min 20 s 54 - 2023 - Record du Québec                                                                | Jean-Simon Desgagnés - 3 min 41 s 86 - 2024                                                                         |
| 1'609 mètres - Mille | Jessie Lacourse - 4 min 34 s 52 - 2021 - Record du Québec                                                                | aucune course |
| 3'000 mètres         | Jessy Lacourse - 8 min 59 s 26 - Record du Québec                                                                        | Jean-Simon Desgagnés - 7 min 47 s 30 - 2024 - Record RSEQ                                                           |
| 69 mètres haies      | Geneviève Thibault - 8 mètres 42 - 2007                                                                                  | Gabriel El Hanbli - 8 mètres 16 - 2014                                                                              |
| 4 x 200 mètres       | Audrey Leduc - Fi8ola Tejiofo - Frédérique Chiasson - Marie-Frédérique Poulin - 1 min 37 s 66 - 2024 - Record RSEQ       | El-Hadj N'Doye - Hento Pilipili - yannis Ahouansou - Jean-Samuel Marmen-Harvey - 1 min 28 s 14 - 2019               |
| 4 x 400 mètres       | Frédérique Chiasson - Sandrine Desrosiers - Marie-Frédérique Poulin - Emma Dagenais - 3 min 45 s 10 - 2024 - Record RSEQ | Alex Tourigny-Plante - Vincent Duguay - Pierre Sirois - Benoit Didier - 3 min 18 s 72 - 2015                        |
| 4 x 800 mètres       | Caroline Pomerleau - Jessy Lacourse - Catherine Beauchemin - Aurélie Dubé-Lavoie - 8 min 50 s 03 - 2019 - Record RSEQ    | Vincent Duguay - Benjamin Raymond - Félix Veillette - Charles Philibert-Thiboutot - 7 min 35 s - 2014 - Record RSEQ |
| Hauteur              | Geneviève Gagné - 1 mètre 73 - 2016                                                                                      | Louis Brosseau - 2 mètres 09 - 2023                                                                                 |
| Longueur             | Audrey Leduc - 6 mètres 11 - 2023 - Record RSEQ                                                                          | Billy Alao - Patrick Massok - 7 mètres 28 - 1995 - 2000                                                             |
| Perche               | Mélanie Blouin - 4 mètres 35 - 2013 - Record RSEQ                                                                        | André Plamondon - 4 mètres 75 - 1981                                                                                |
| Triple-saut          | Simone Lemieux - 12 mètres 37 - 1992                                                                                     | Patrick Massok - 15 mètres 47 - 2000                                                                                |
| Poids (4 kg)         | Ivonne Coulibaly - 13 mètres 78 - 2020                                                                                   | aucun participant                                                                                                   |
| Poids (7,26 kg)      | aucune participante | Mathieu Massé-Pelletier - 17 mètres 93 - 2022 - Record RSEQ                                                         |
| Marteau              | Noémie Jeffrey - 18 mètres 89 - 2022                                                                                     | aucun participant                                                                                                   |
| Marteau (35 livres)  | aucune participante | Abdellah Hassar - 21 mètres 09 - 2024 - Record RSEQ                                                                 |
| Pentathlon           | Geneviève Gagné - 3706 points - 2016                                                                                     | Alexandro Allison Abaunza - 3545 points - 2013                                                                      |
| Heptathlon           | aucune participante | Peter Nsaka Malonge - 4976 points - 2018                                                                            |

#### 10 kilomètres de l'Université Laval
L'Université Laval organise aussi une course de 10, 5 et 1 kilomètres ouvert au public. Tout le monde peut y participer. De par son départ et arrivée dans l’emblématique Stade TELUS-UL et son parcours plat, boisé et sécuritaire sur le campus de l’Université Laval, nous comprenons pourquoi la majorité des coureurs du 10 km reviennent d’année en année. Au fil des années, le 10 km RBC – Université Laval présenté par WKND a su gagner de la notoriété dans les courses de fond sur route de la province. Depuis sa 45e édition, cette course est devenue le plus vieil événement organisé sur le campus de l´Université Laval. Il va sans dire que cet événement a pris de l´ampleur et que depuis les 5 ou 6 dernières années, il est devenu une course très prestigieuse. Nombreux sont les athlètes masculins qui réussissent à terminer la course sous les 40 minutes ainsi que les coureuses pouvant réaliser un chrono de moins de 45 minutes. En plus de la présence d´un peloton de tête très compétitif, cette course est appréciée par les coureurs de tous les niveaux. Sanctionnée par la Fédération québécoise d´athlétisme, cette course conviviale est également ouverte aux gens de tout âge qui, à la course ou à la marche, sont en mesure de franchir la ligne d´arrivée en moins de 90 minutes. La course du 5 km s’adresse aux coureurs de tous niveaux qui souhaitent vivre l’expérience d’une course de groupe sur un parcours unique sur le campus de l’Université Laval ! 
| Gagnant | Homme                               | Femme                                    |
| ------- | ----------------------------------- | ---------------------------------------- |
| 2022    | Thomas Fafard - 30 min 37 s         | Elissa Legault - 34 min 40 s             |
| 2021    | Thomas Fafard - 30 min 31 s         | Elisa Morin - 35 min 32 s                |
| 2019    | Thomas Fafard - 30 min 20 s         | Meggie Dargis - 35 min 36 s              |
| 2018    | Dany Racine - 31 min 29 s           | Melanie Myrand - 34 min 13 s             |
| 2017    | Pier-Olivier Laflamme - 30 min 56 s | Melanie Myrand - 34 min 43 s             |
| 2016    | Anthony Larouche - 31 min 18 s      | Anne-Marie Comeau - 35 min 20 s          |
| 2015    | Maxime Lapierre - 31 min 27 s       | Anne-Marie Comeau - 35 min 53 s          |
| 2007    | Bagdad Rachem - 31 min 21 s         | Karine Lefebvre - 36 min 33 s            |
| 2006    | Bagdad Rachem - 30 min 25 s         | Karine Lefebvre - 37 min 45 s            |
| 2005    | Daniel Blouin - 31 min 33 s         | Karine Lefebvre - 36 min 53 s            |
| 2004    | Daniel Blouin - 31 min 33 s         | Karine Lefebvre - 36 min 42 s            |
| 2003    | Dave Turgeon - 31 min 25 s          | Karine Lefebvre - 36 min 57 s            |
| 2002    | Dave Turgeon - 31 min 57 s          | Mardi Graf - 39 min 13 s                 |
| 2001    | Denis Cloutier - 32 min 36 s        | Isabelle Gagnon - 37 min 27 s            |
| 2000    | François Marceau - 31 min 51 s      | Marie-Hélène Vandersmissen - 38 min 11 s |
| 1999    | Miguel Sanchez - 32 min 00 s        | Isabelle Gagnon - 36 min 06 s            |
| 1998    | Mario Cormier - 31 min 26 s         | Isabelle Ledroit - 34 min 42 s           |
| 1997    | Miguel Sanchez - 31 min 39 s        | Isabelle Gagnon - 36 min 54 s            |
| 1996    | Janik Lambert - 30 min 44 s         | Isabelle Gagnon - 37 min 06 s            |
| 1995    | Janik Lambert - 30 min 44 s         | Diane Legare - 36 min 09 s               |
| 1994    | Janik Lambert - 30 min 02 s         | Patricia Puntous - 35 min 45 s           |
| 1993    | Janik Lambert - 29 min 50 s         | Hélène Blais - 36 min 18 s               |
| 1992    | Robert Couture - 32 min 06 s        | France Levasseur - 35 min 38 s           |
| 1991    | Gordon Neysmith - 30 min 49 s       | Odette Lapierre - 33 min 45 s            |
| 1990    | John Halvorsen - 28 min 55 s        | Hélène Blais - 37 min 31 s               |
| 1989    | Dany Bouchard - 32 min 16 s         | Lise Bouchard - 37 min 43 s              |

### Badminton
Depuis sa création en 1971, les athlètes de l'équipe de badminton Rouge et Or ont mis la main sur 18 titres provinciaux universitaires par équipe – dont 15 depuis 1989 – et remporté trois Championnats nationaux universitaires par équipe en 2007, 2008 et 2017. Ces conquêtes ont eu pour effet de faire du badminton un sport majeur au Rouge et Or. L'entraineure-chef actuelle de l'équipe de badminton se nomme Chantal Jobin. Frédérique Labbé a été nommée athlète par excellence de la saison au Québec en 2024, une première pour une étudiante-athlète du Rouge et Or depuis Stéphanie Pakenham de 2014 à 2016.

### Basketball

#### Basketball féminin

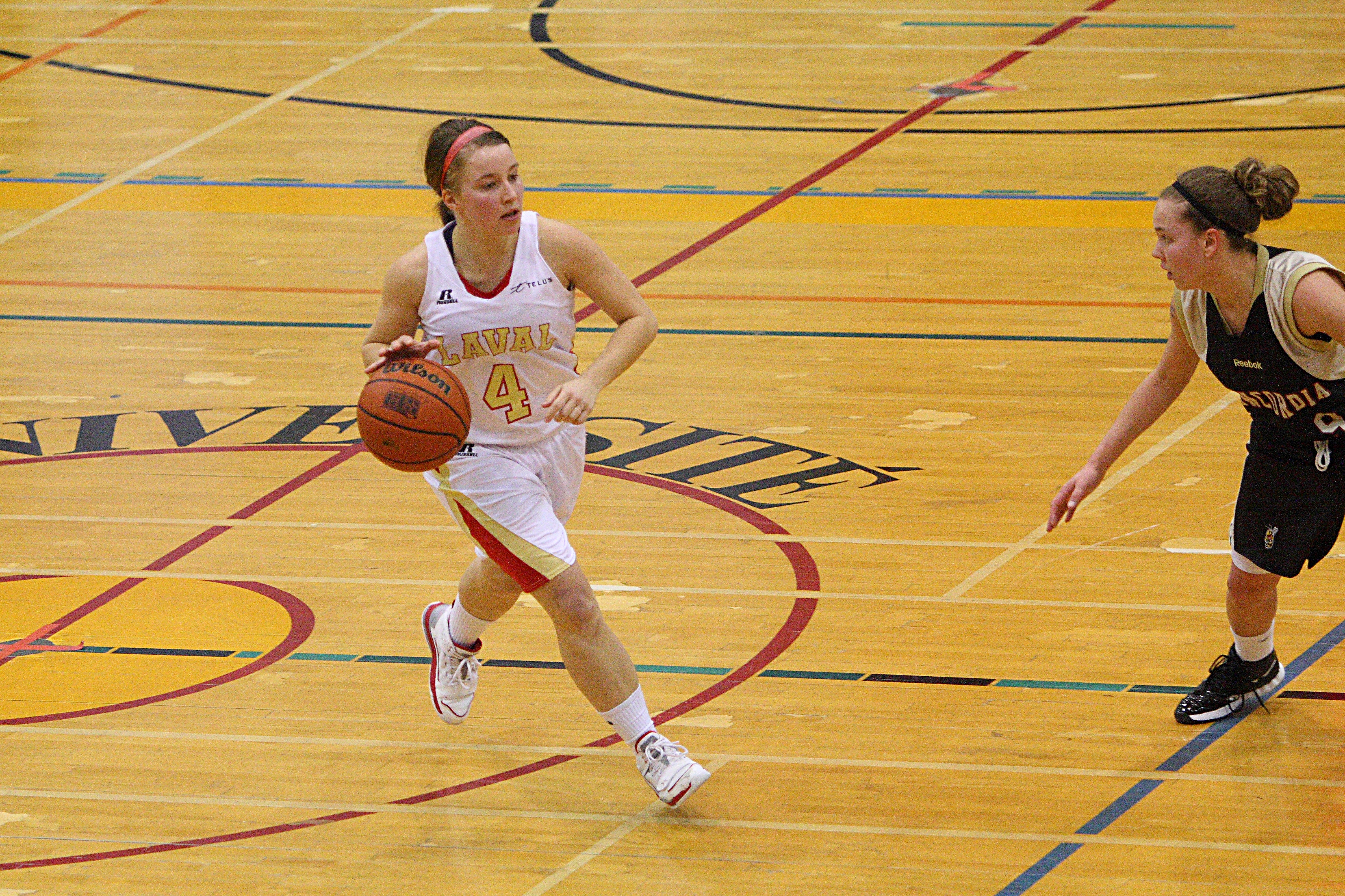
Marjorie Ferland (4)

L'équipe féminine de basketball du Rouge et or est l'une des rares formations canadiennes à pouvoir prétendre aux grands honneurs année après année. La preuve : l'équipe a participé aux championnats nationaux canadiens dix fois au cours des onze dernières saisons et ce en vertu de ses dix conquêtes du championnat provincial. L'équipe fut médaillée d’argent en 2002 au Canada, son meilleur résultat à vie. De grandes joueuses ont porté les couleurs du Rouge et Or: Isabelle Grenier, qui joue en Allemagne et qui a évolué avec l'équipe nationale du Canada, Marie-Michelle Genois, nommée recrue de l'année au Québec en 2007 et choisie depuis, joueuse par excellence à deux reprises dans la conférence québécoise de basketball universitaire.
Ces succès sont dus notamment au dévouement de Linda Marquis, qui est l’entraineur en chef depuis 1985 et qui compte plus de 450 victoires à son actif. Parmi ses récompenses majeures, Linda Marquis a reçu en 2007, le tout premier prix Jean-Marie De Koninck (donné à l'Entraîneur Émérite du U Sports) en plus d’être élue à deux reprises l'entraîneur de l’année de Sport interuniversitaire canadien. Linda Marquis a aussi accompagné l’équipe nationale canadienne aux Jeux olympiques de Sydney en tant qu’adjointe-entraîneur.
L'équipe de l'édition 2023-2024 réussit l'exploit de compléter une saison parfaite avec un bilan de 16 victoire et aucune défaite. Une première depuis 1995-96 et les Marlets de McGill et sa fiche de 12-0.

#### Basketball masculin

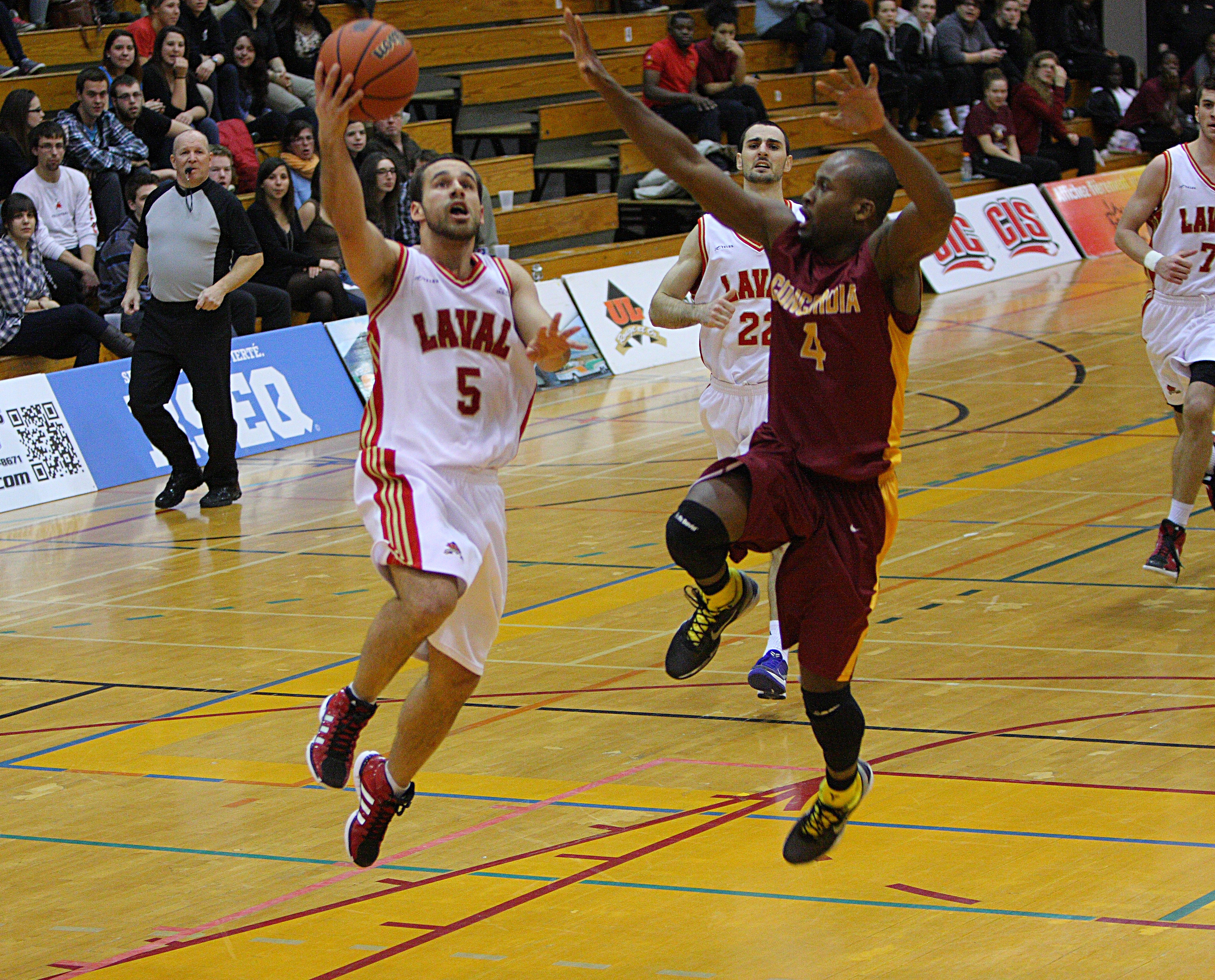
Xavier Baribeau (5)

Au cours des dix dernières saisons, le Rouge et Or a atteint la finale québécoise neuf fois et remporté le championnat provincial à cinq reprises. De plus l’équipe se déplace annuellement aux États-Unis pour y disputer des matchs amicaux face à des équipes de la NCAA de division 1 et les accueille aussi à son tour depuis quelques années au PEPS. Plusieurs grands noms du basketball canadien ont évolué à l’Université Laval. Parmi les plus récents joueurs gradués, on retrouve Samuel Audet-Sow, Charles Fortier, Marc-Antoine Horth, Dominique Soucy et Jean-Philippe Morin qui ont par la suite évolué dans les rangs professionnels aux États-Unis et en Europe. L'équipe remporte son premier championnat canadien en étant l'hôte de l'événement le 10 mars 2024.

### Cross-country
L’équipe de cross-country Rouge et Or a accueilli à trois reprises le championnat national de Sport interuniversitaire canadien en 1988, 2006 et 2008 et en sera de nouveau l’hôte en novembre 2011. Sur le plan des performances individuelles plusieurs champions canadiens ont été membres du Rouge et Or: David Gill, Catherine Cormier qui a une participation au championnat du monde en 2009 où elle a décroché le 37e rang mondial. En 2016, l'équipe remporte son premier championnat canadien.

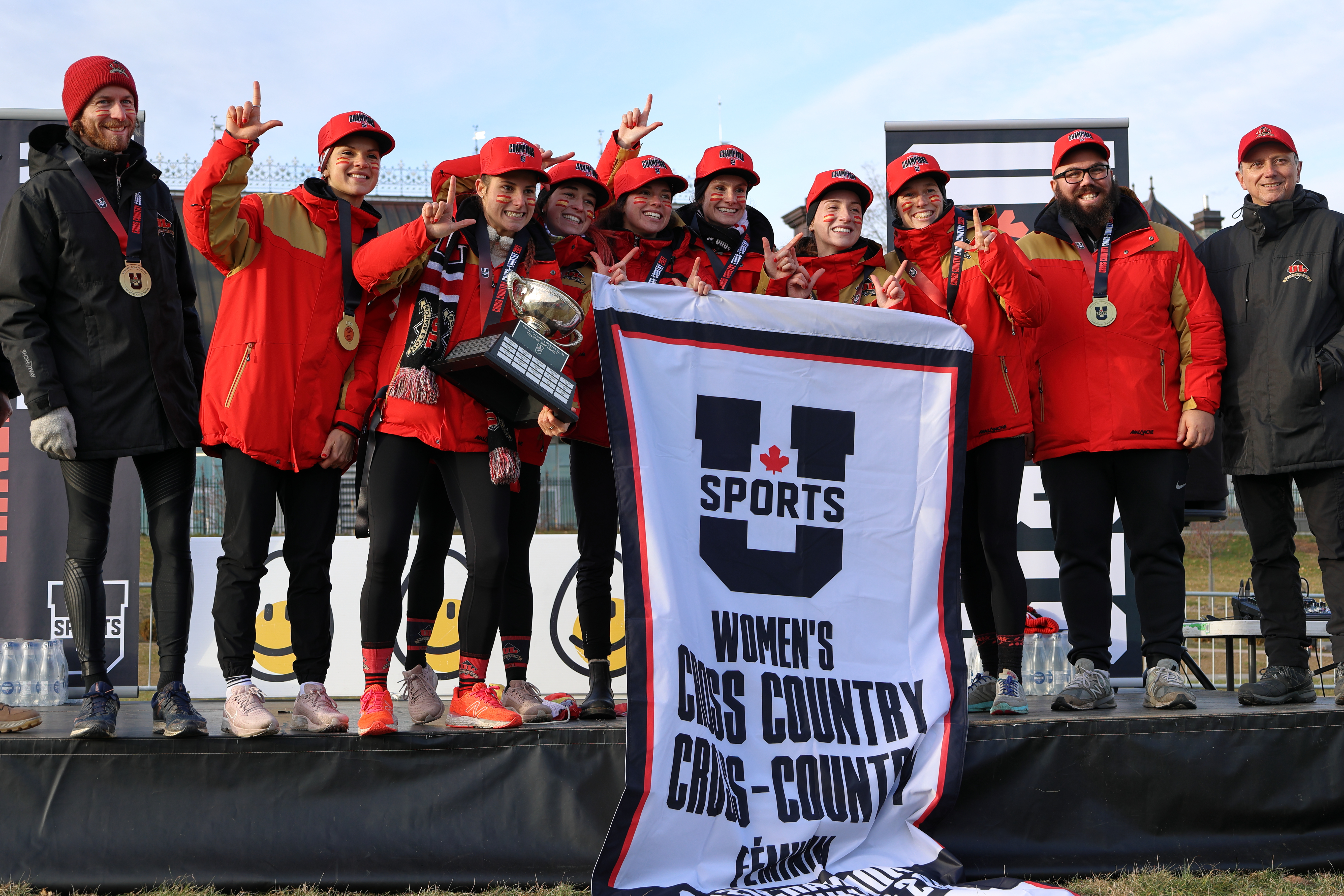
Équipe féminine de cross-country sur les Plaines d'Abraham en 2021
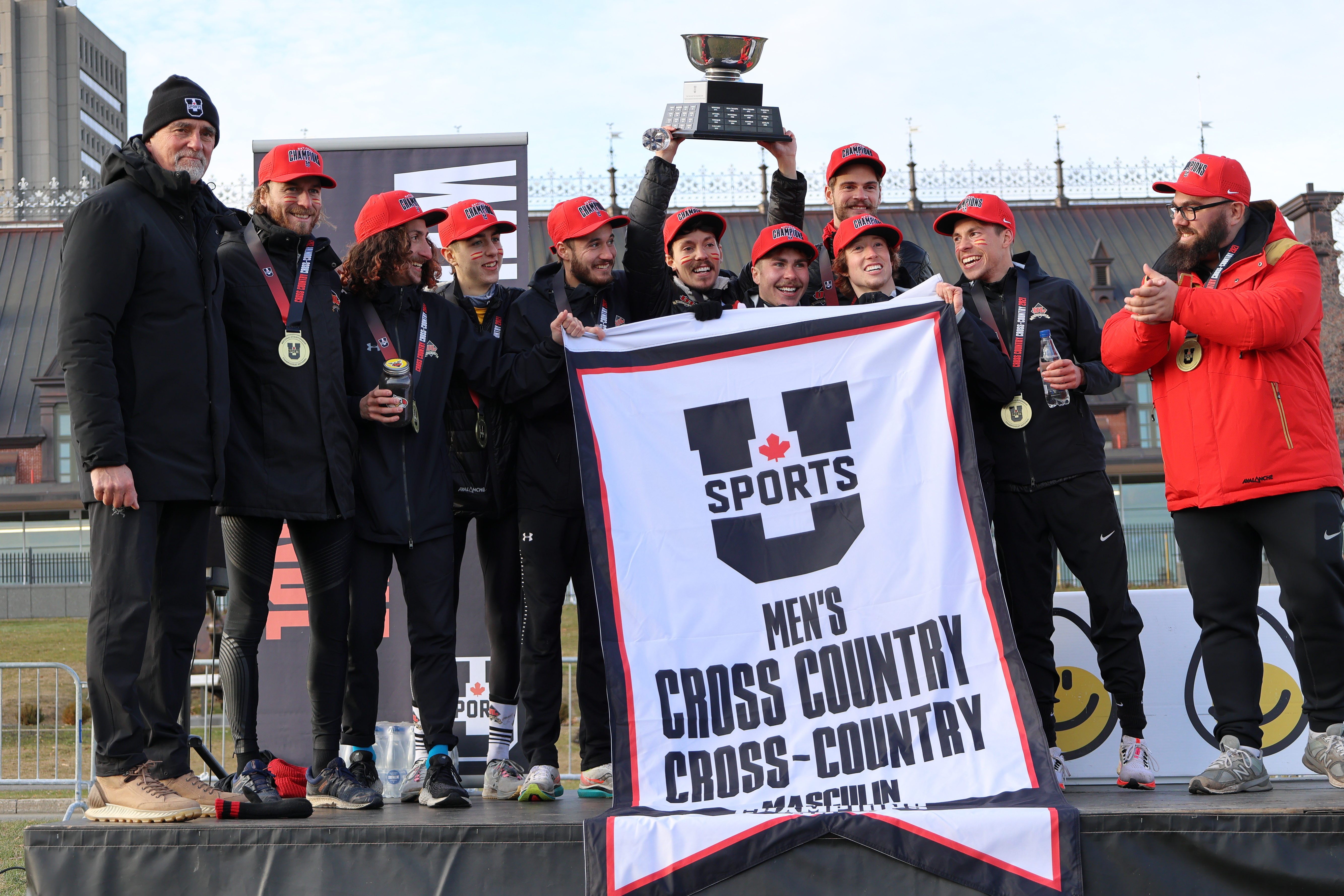
Équipe masculine de cross-country sur les Plaines d'Abraham en 2021

### Football canadien

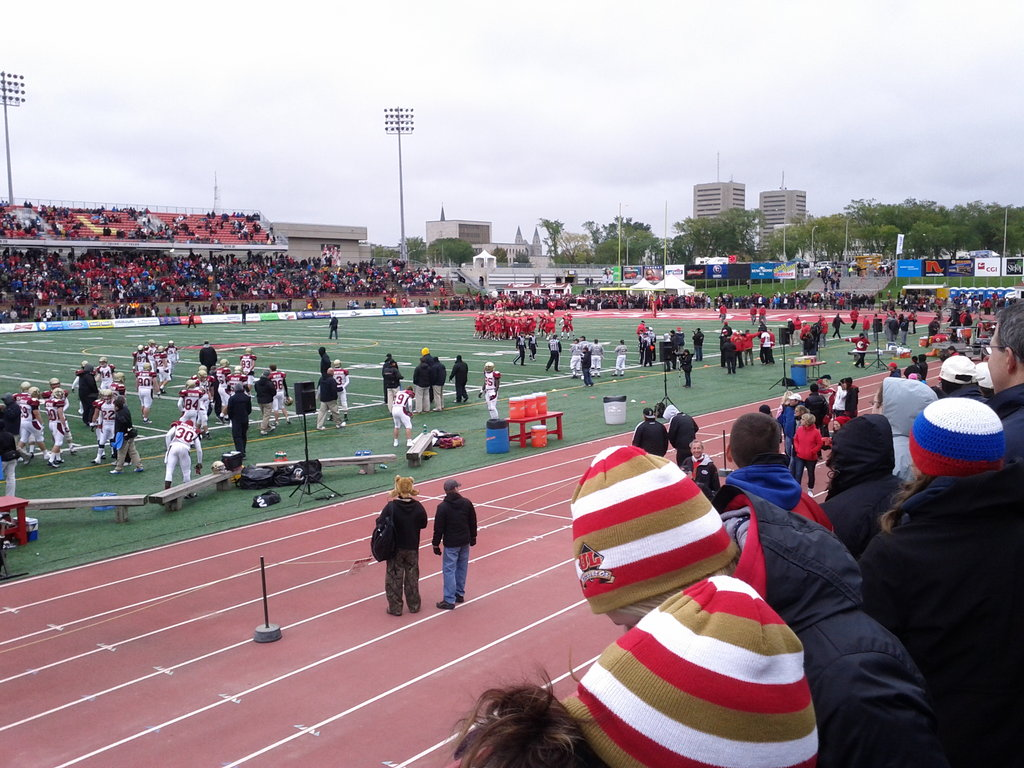
Match du Rouge et Or football en octobre 2011.

L'équipe de football  du  Rouge et Or  est l'équipe la plus médiatisée du Rouge et Or, celle qui attire le plus de supporteurs (moyenne d'environ 15 000 spectateurs) lors des matchs à domicile. L'équipe a vu le jour en 1995, saison au cours de laquelle elle a disputé uniquement des parties hors concours. Elle a officiellement joint les rangs de la conférence Québec-Ontario (OQIFC) la saison suivante (en 1996). Le premier touché officiel de son histoire fut inscrit lors du match inaugural en 1996 contre Bishop. Une interception ramenée sur 25 verges par le demi défensif #44 Carl-Éric Robitaille. En 2001, après le départ d'équipes universitaires ontariennes, le nom de ligue a changé pour Ligue de football universitaire du Québec. Depuis 2004, le Rouge et Or football constitue l'équipe à battre de la conférence québécoise du football universitaire canadien. L'équipe dirigée par Glen Constantin a remporté 11 championnats québécois consécutifs, entre 2003 et 2013.
L'équipe de football du  Rouge et Or a remporté la Coupe Vanier, la plus haute distinction du football universitaire au Canada, pour la première fois lors de sa quatrième saison (1999), et dix fois de plus par la suite en 2003, 2004, 2006, 2008, 2010, 2012, 2013, 2016 , 2018 et 2022 devenant ainsi la quatrième équipe de l'histoire à remporter le trophée deux saisons d'affilée (Manitoba, Saint-Mary's, Western Ontario) et la deuxième à la remporter trois fois en quatre saisons (Western Ontario). Le Rouge et Or est la seule équipe à avoir remporté plus de sept fois la Coupe Vanier. Elle est également la première équipe à atteindre la finale quatre années d’affilée. Le Rouge et Or est l'équipe la plus titrée du football universitaire canadien.

### Golf
L'équipe a été fondé en 2000 par Richard Doyon, un étudiant en enseignement de l’éducation physique. Frédéric Théberge fut le premier entraîneur. Outre la compétition universitaire québécoise, le calendrier de compétitions du Rouge et Or comprend plusieurs tournois aux États-Unis contre des universités de la NCAA.
Avec 15 titres provinciaux de suite, le Club de Golf Rouge et Or détient le record de victoires consécutives parmi les clubs du Rouge et or[réf. nécessaire]. L'équipe remporta les championnats canadiens de 2010, de 2012, et de 2017.

### Hockey féminin
Le 22 mai 2025 est annoncé le retour d'une équipe féminine de hockey sur glace pour l'automne 2026. L'équipe évoluera dans la ligue québécoise universitaire. Le 23 juin 2025, Pascal Dufresne est nommé le premier entraineur-chef de l'équipe. Il était l'entraineur chef des Titans du Cégep de Limoilou.

### Natation
Fondée en 1951, l'équipe de natation fait figure de pionnière au sein du Rouge et Or. Parmi ses anciens membres, le Rouge et Or compte plusieurs olympiennes telles Sophie Simard, Nathalie Giguère  et Jacynthe Pineau. Le Rouge et Or voit également ses meilleurs nageurs s’entraîner régulièrement avec l’équipe nationale du Canada et participer à des compétitions internationales[réf. nécessaire].
En 1984, Jean-Marie De Koninck a créé Opération Nez rouge, l'organisme ayant deux objectifs : financer l'équipe de natation de l'Université Laval à Québec et lutter contre la conduite avec facultés affaiblies par l'alcool. Originellement, les dons étaient destinés à l'équipe de natation de l'Université Laval, mais l'opération a pris une telle ampleur que par la suite plus de 150 organismes bénéficient des dons. Les coûts de l'opération sont défrayés par des commanditaires, souvent des compagnies d'assurance qui sont heureuses de voir le nombre d'accidents de la route diminuer pendant la période des fêtes.
En 2025, Raphaëlle Tremblay est la recrue féminine de l’année au Canada. L’étudiante-athlète de 20 ans devient la deuxième porte-couleurs du Rouge et Or à recevoir cet honneur et seulement la quatrième dans l’histoire du RSEQ. Avant elle, Danika Ethier (Laval, 2023), a mérité cette spectaculaire distinction.

### Plongeon
L'équipe de plongeon, autrefois intégrée dans l'équipe de natation, existe depuis les années 1970. Des plongeurs connus comme Sylvie Bernier, Robert Baribault, Nadia Pelletier, Olivier Morneau-Ricard, et Hélène Morneau ont tous été membres du Rouge et Or. Les installations du PEPS possèdent une piscine olympique avec une tour de 10 mètres permettant le plongeon synchronisé. D'ailleurs, le Rouge et Or accueille fréquemment des compétitions internationales dont le championnat canadien. L'équipe remporta les championnats canadiens de 1986 et de 1987.

### Rugby féminin
Fondée en 2005, c'est la plus récente équipe du Rouge et Or. Déjà en 2006, à sa deuxième saison, l'équipe a causé toute une surprise avec une saison régulière parfaite en plus de remporter sa première bannière de championne provinciale. Le Rouge et Or a battu à deux reprises, les Martlets de l'Université McGill qui n’avaient pas échappé un match en neuf ans. Depuis un autre titre provincial conquis en 2008, l'équipe est devenue parmi les dix meilleures équipes au pays. En 2011, l'équipe termina la saison en 3e place au classement canadien. Depuis l’arrivée de Kevin Kinou Rouet, l’entraineur Chef de l’équipe depuis la saison 2017-2018, l’équipe se qualifie deux fois en deux ans pour les championnats nationaux. En 2018, l’équipe remporte cette fois la 4e place aux championnats nationaux. En 2019, elles remportent leur premier championnat canadien.
En novembre 2023, le record de foule pour du sport féminin universitaire québécois a été battu lors d'une de leur parties. En effet, un total de 3577 personnes ont assisté au match du Rouge et Or contre les Thunderbirds de l'université de la Colombie-Britannique.

### Ski alpin et ski de fond
L'équipe de ski existe depuis 1951, lors de la naissance du club Rouge et Or. Son histoire voit même un de ses membres, André Bertrand descendre les pentes d’Oslo et de Cortina d’Ampezzo lors des Jeux olympiques de 1952 et 1956. Un autre membre du Rouge et Or, le skieur de fond et olympien Pierre Harvey  a participé à plusieurs coupes du monde. En mars 1987, il signe sa première victoire à Falun, en Suède, lors du 30 km en style libre. Il récidive au même endroit l’année suivante au 30 km classique et inscrit également une victoire en 50 km classique à Oslo en Norvège. Plus récemment, Simon Mannella remporte  2 championnats universitaires consécutifs en 2009 et 2010. Pour s'entraîner, l'équipe de ski profite de la station de ski Stoneham et du Centre de ski Le Relais qui sont à quelques kilomètres de l'Université Laval. L'équipe de Ski Alpin a remporté les championnats canadiens de 1951 et 1967. L'équipe de ski de fond remporta les championnats canadiens pour les dames en 2011 et pour les hommes en 2014. Le programme de ski alpin mettra un terme définitif à ses activités à la saison 2025-2026

### Soccer

#### Soccer féminin

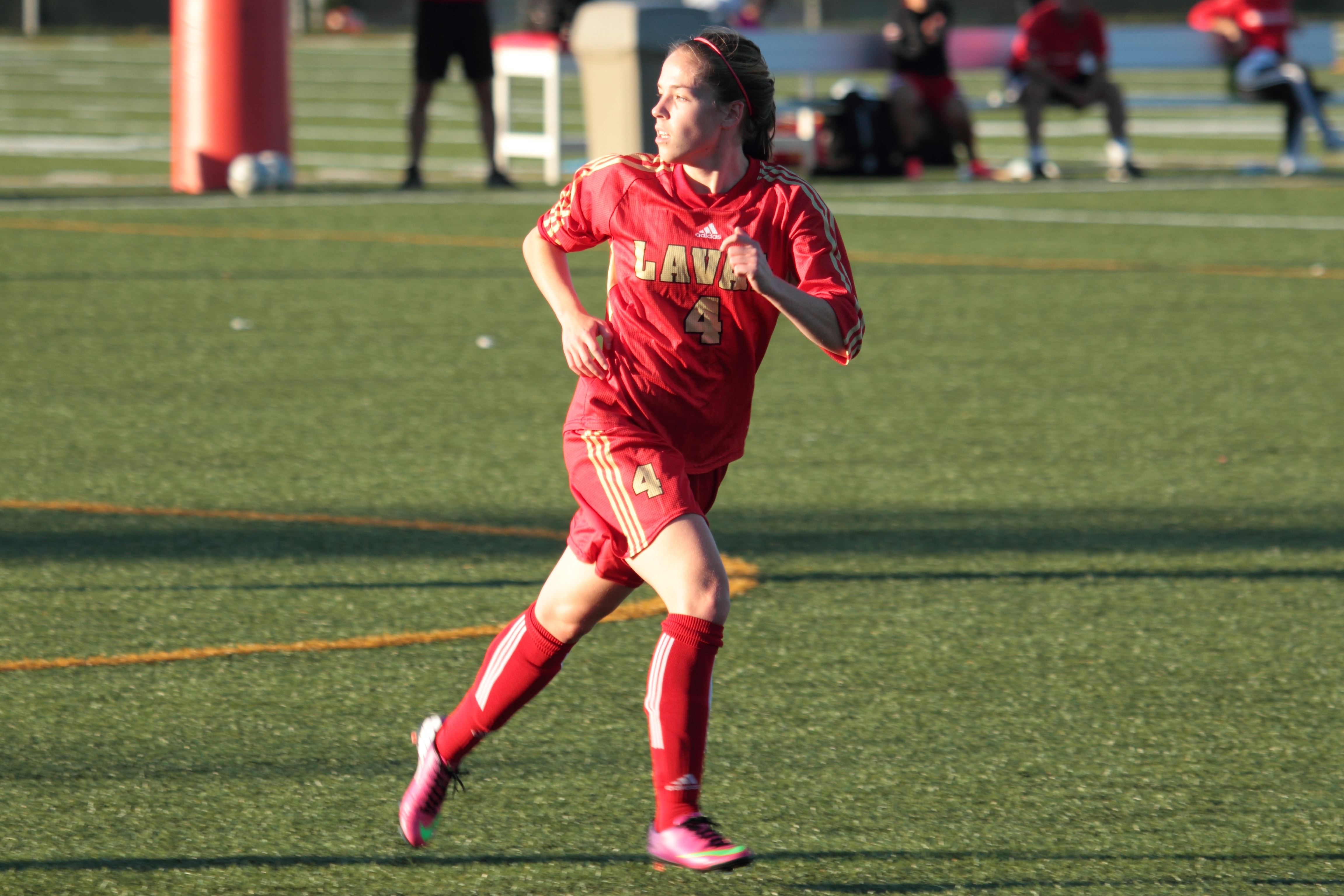
Léa Chastenay-Joseph au terrain no. 6 lors d'un match.

L'équipe féminine de soccer existe depuis 1995. En 2007, l'équipe a enregistré son 100e blanchissage en seulement 191 matchs. Au niveau canadien, le Rouge et Or a obtenu son meilleur classement à vie en 2002 avec une médaille de bronze. Plusieurs joueuses du Rouge et or ont été décorées entre autres Marie-Claude Dion qui, au terme d’une saison exceptionnelle en 1996, s’est vu décerner le titre de joueuse par excellence au Canada, de même Francine Brousseau en 2007. De nombreuses joueuses du Rouge et Or jouent dans la défunte W-League  et dans la nouvelle Super Ligue du Nord. Mentionnons Anna-Marie Laroche et Mathilde Lachance des Roses de Montréal . En 2014 et 2016, l'équipe remporte le championnat canadien. En 2022, l'équipe gagne la finale du championnat canadien USports à la maison face aux Carabins de l'Université de Montréal à la marque de 2 à 1. En 2024, l'équipe féminine de soccer représente le Canada lors des jeux panaméricains de la FISU.

#### Soccer masculin. .

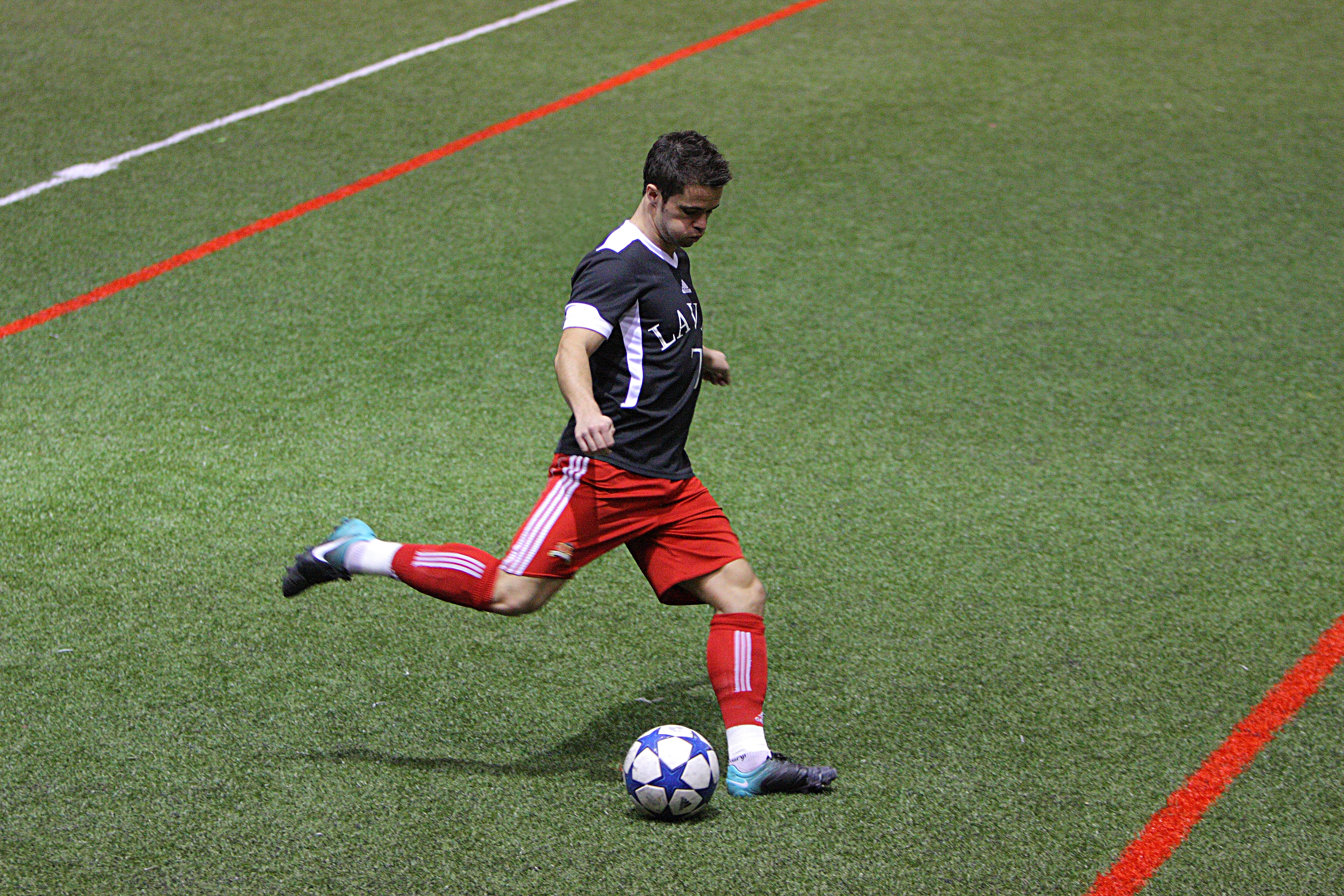
Julien Priol, Stade TELUS-Université Laval

La conquête du championnat national au terme de la saison 2009 est le fait marquant après que l’équipe ait fait partie du carré d’as les trois saisons précédentes sans pouvoir sortir vainqueur de la finale. Une des raisons de ce succès, est que plus de la moitié des joueurs jouent ensemble l'été au sein d’une formation senior AAA de la Ligue de soccer élite du Québec. Ceci permet aux joueurs d'être encadrés sur l'ensemble de l'année et d'être mieux préparés pour l'automne lors de la saison universitaire.

### Tennis
Le 25 avril 2018 a été annoncé au PEPS de l'Université Laval que le Club de tennis de l'Université Laval se joint comme le 14e club d'excellence de la famille du Rouge et Or. Le club a été fondé en 2013.

### Triathlon
L'équipe de Triathlon du Rouge et or était à l'origine composée de membres de l'équipe de natation qui voulaient conserver la forme pendant la relâche scolaire de l'été. La structure du triathlon s'est peu à peu développée, solidifiée et organisée, si bien que depuis 1998, l'équipe fait désormais partie du Rouge et Or. Plusieurs athlètes y ont adhéré et ont atteint des niveaux internationaux : Isabelle Turcotte-Baird  (Jeux olympiques de Sydney), Isabelle Gagnon (Ironman d'Hawaii) et Sébastien Laflamme  (équipe nationale du Canada). L’ancienne athlète du Rouge et Or de 1995 à 2000, Isabelle Gagnon est l'entraîneur-chef de l'équipe depuis février 2010. Élise Lechasseur une triathlète de ce club réussis des excellentes performances au Québec et aux États-Unis avec des victoires, podiums et Top 5. L'équipe fut présente jusqu'en 2022.

### Volleyball

#### Volleyball féminin
Championne canadienne en 2006 et vice-championne en 2007, l'équipe féminine de volleyball du Rouge et Or fait régulièrement sa marque à l'échelle canadienne. L'équipe possède d'ailleurs le record de participations parmi les formations féminines de volleyball, avec 26 apparitions en 30 ans au championnat canadien universitaire. L'équipe a été couronnée 23 fois à titre de championne du Québec, dont 11 fois au cours des 16 dernières saisons. Au fil de ses saisons, plusieurs athlètes ont laissé leur marque, notons Guylaine Dumont, athlète internationale et olympienne de plage, de même que Marylène Laplante, élue athlète féminine universitaire par excellence au Canada en 2006, tous sports confondus, et volleyeuse MVP au Canada à deux reprises.

#### Volleyball masculin

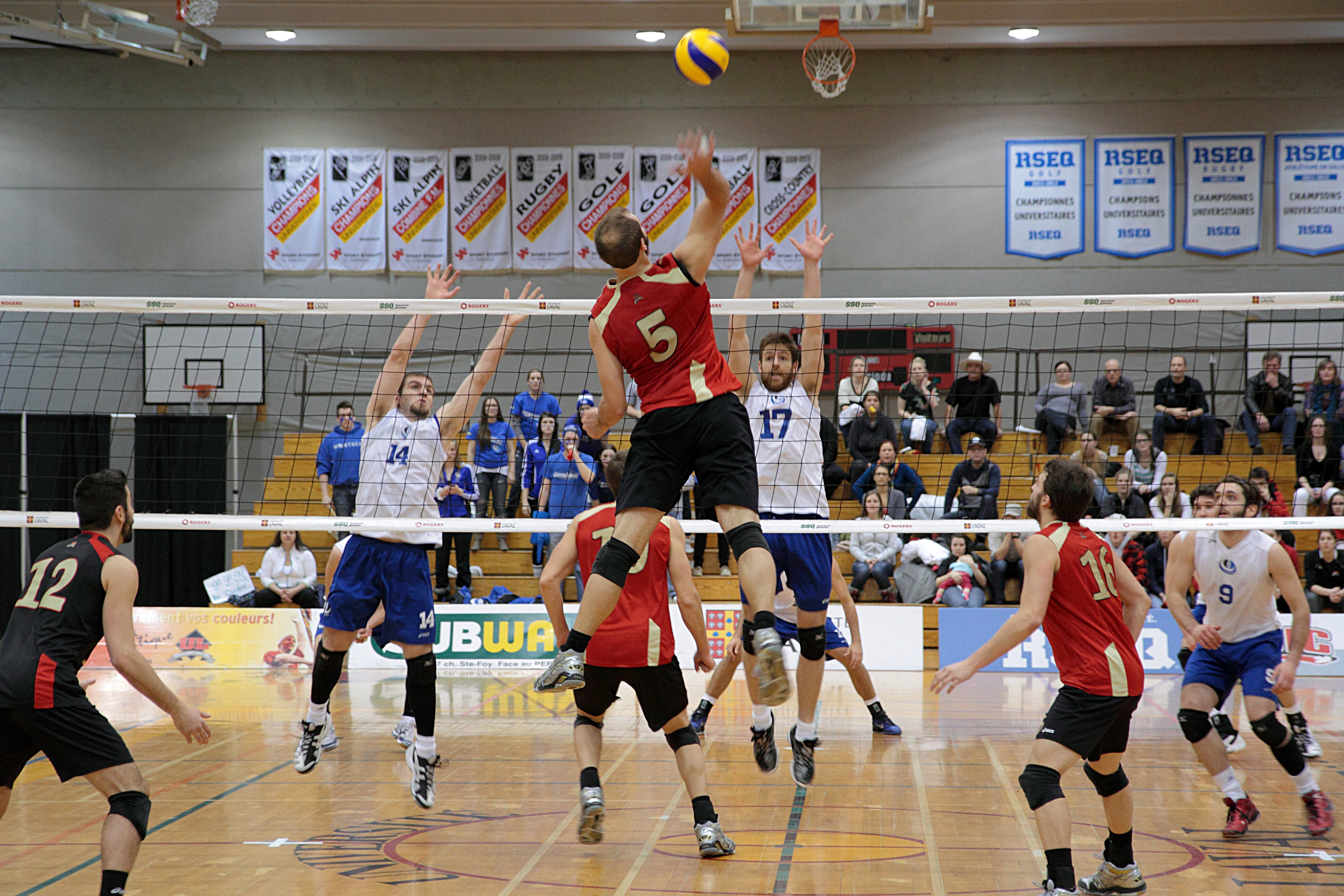
Match de finale provinciale contre les Carabins dans le grand gymnase du PEPS.

L'équipe a remporté les championnats canadiens de 1990, 1992, 1994 et 2013.
L'équipe masculine de volleyball est la plus titrée au sein des universités québécoises avec 26 championnats provinciaux. C'est aussi la première équipe du club Rouge et Or à remporter un championnat canadien (en 1990). Depuis la venue de l'entraîneur Pascal Clément en 1992, l'équipe a fait la finale du Québec à chaque saison, remportant 16 championnats en 19 tentatives. Georges Mason, Pepperdine, Stanford, Lewis et Penn State, toutes championnes de conférence en NCAA, sont parmi les adversaires qu'a affrontés le Rouge et Or lors de tournois amicaux. L’histoire de cette équipe comporte quelques noms comme Gino Brousseau, qui a participé aux Jeux olympiques de Barcelone en 1992. Michel Cazes, François Bilodeau et Éric Le Breton qui  ont aussi participé à plusieurs championnats internationaux.